# 埃克哈德·马滕斯
埃克哈德·马滕斯（德語：Eckhard Martens，1951年6月12日—），德国男子赛艇运动员。他曾代表东德参加1972年夏季奥林匹克运动会赛艇比赛，获得男子四人单桨有舵手金牌。